# 迪纳托伊
迪纳托伊（希臘語：δυνατοί，单数形式 ，意为“强者”），是拜占庭帝国用于指称高级文职、军职及教会（包括修道机构）官员的法律术语。此类人物通常拥有大量财富和土地。尽管这些职位原则上并不世袭，但自10世纪末至11世纪初开始，部分家族逐渐垄断这些官职，并在11世纪中叶形成世袭贵族阶层。
迪纳托伊往往出身于军人家族，凭借自身影响力，在7至8世纪多次外族入侵后大量土地被废弃和军区制兴起的背景下，得以兼并大片地产（主要在小亚细亚）。随着帝国自马其顿王朝起逐渐恢复军事力量，这些土地重新变得具有经济价值，地方大族逐渐崛起。其中典型代表包括福卡斯家族（Phokades）与马莱伊诺斯家族（Maleinoi），他们在10世纪前期至中期几乎垄断了小亚细亚的高级军政职位。
迪纳托伊凭借政治与经济实力逐步侵吞资源，损害了原本构成拜占庭社会与经济支柱的中小农户（佩涅特斯）利益。尽管多位皇帝曾试图遏制迪纳托伊阶层的发展，例如罗曼努斯一世和巴西尔二世通过限制土地兼并与征收互保税等手段加以控制，但这些举措终未成功。随着地方军政家族势力的扩大，强者逐渐成为拜占庭政治与经济中的主导力量。自12世纪起，以科穆宁王朝为代表的省级贵族上升为国家权力核心，导致广大中小地主的衰落，农村地区被大型庄园系统所取代。
在巴列奥略王朝时期（1261–1453年），迪纳托伊阶层的影响达到顶峰，标志着地方豪强势力的极度膨胀，也反映出中央政府统治力的严重削弱。这一过程伴随着帝国财政困难、军队依赖性增强以及社会结构的再度贵族化，使得拜占庭逐步丧失对广大疆域的直接控制。